# 뉴올리언스 제스터스
뉴올리언스 제스터스(New Orleans Jesters)는 USL 프리미어 디벨로프먼트 리그에 참가하는 PDL-프로 팀 중의 하나이다. 미국 루이지애나주 뉴올리언스를 연고지로 하고 있으며 성적은 중상위권이다. 창단 당시에는 뉴올리언스 셸 소커즈였다.